# Aphis pavlovskii
Aphis pavlovskii är en insektsart. Aphis pavlovskii ingår i släktet Aphis och familjen långrörsbladlöss. Inga underarter finns listade i Catalogue of Life.